# Mount Storer
Mount Storer ist ein zerklüfteter Berg im ostantarktischen Enderbyland. Er ragt 6,5 km ostnordöstlich des Mount Harvey in den Tula Mountains auf.
Teilnehmer einer Mannschaft der Australian National Antarctic Research Expeditions unter der Leitung des deutsch-australischen Geologen Peter Wolfgang Israel Crohn (1925–2015) sichteten den Berg im Oktober 1956 von der Insel Observation Island. Das Antarctic Names Committee of Australia (ANCA) benannte ihn nach William Joseph Storer (* 1925), Funker auf der Mawson-Station im Jahr 1954.